# Giorgio Moccheggiani
Giorgio Moccheggiani (Sedico, 23 aprile 1917 – Cielo della Marmarica, 14 dicembre 1940) è stato un militare e aviatore italiano, decorato con la medaglia d'oro al valor militare alla memoria nel corso della seconda guerra mondiale.

## Biografia
Nacque a Sedico il 23 aprile 1917. Dopo aver conseguito il diploma di geometra presso l'Istituto tecnico "Pier Crescenzi" di Bologna, il 1º dicembre 1937 fu ammesso a frequentare la Regia Accademia Aeronautica di Caserta, Corso Sparviero. Conseguì il brevetto di pilota militare il 6 maggio 1940 e dopo pochi giorni fu promosso sottotenente in servizio permanente effettivo.  Dopo l'entrata in guerra del Regno d'Italia, avvenuta il 10 giugno dello stesso anno, fu assegnato alla 60ª Squadriglia Bombardamento Terrestre Veloce del 33º Gruppo Autonomo B.T. di stanza in Africa Settentrionale Italiana equipaggiata con i bombardieri Savoia-Marchetti S.79 Sparviero. Cadde in combattimento nel corso dell'operazione Compass il 14 dicembre 1940, e per il coraggio dimostrato nell'ultima missione fu decorato con la medaglia d'oro al valor militare alla memoria, massima onorificenza italiana.